# جون سيمبسون (قسيس)
جون سيمبسون (بالإنجليزية: John Simpson)‏ هو قسيس بريطاني، ولد في 7 يونيو 1933، وتوفي في 24 أبريل 2019.